# Полотебня
Полотебня — река в России, протекает в Рязанской области. Левый приток Рановы.

## География
Река берёт начало в районе села Спасское как Сухая Полотебня. Течёт на восток, у деревни Ржовщино сливается со своим правым притоком, Мокрой Полотебней, и далее течёт как Полотебня. Устье реки находится у деревни Есаково в 112 км по левому берегу реки Ранова. Длина реки составляет 48 км. 

## Данные водного реестра
По данным государственного водного реестра России относится к Окскому бассейновому округу, водохозяйственный участок реки — Проня от истока и до устья, речной подбассейн реки — Бассейны притоков Оки до впадения Мокши. Речной бассейн реки — Ока.
По данным геоинформационной системы водохозяйственного районирования территории РФ, подготовленной Федеральным агентством водных ресурсов:
- Код водного объекта в государственном водном реестре — 09010102112110000025509
- Код по гидрологической изученности (ГИ) — 110002550
- Код бассейна — 09.01.01.021
- Номер тома по ГИ — 10
- Выпуск по ГИ — 0